# Jerzy Maurycy Modlinger
Jerzy Maurycy Modlinger (ur. 6 września 1900, zm. 3 marca 1983) – prokurator Naczelnej Prokuratury Wojskowej w czasach stalinizmu, podpułkownik Ludowego Wojska Polskiego.

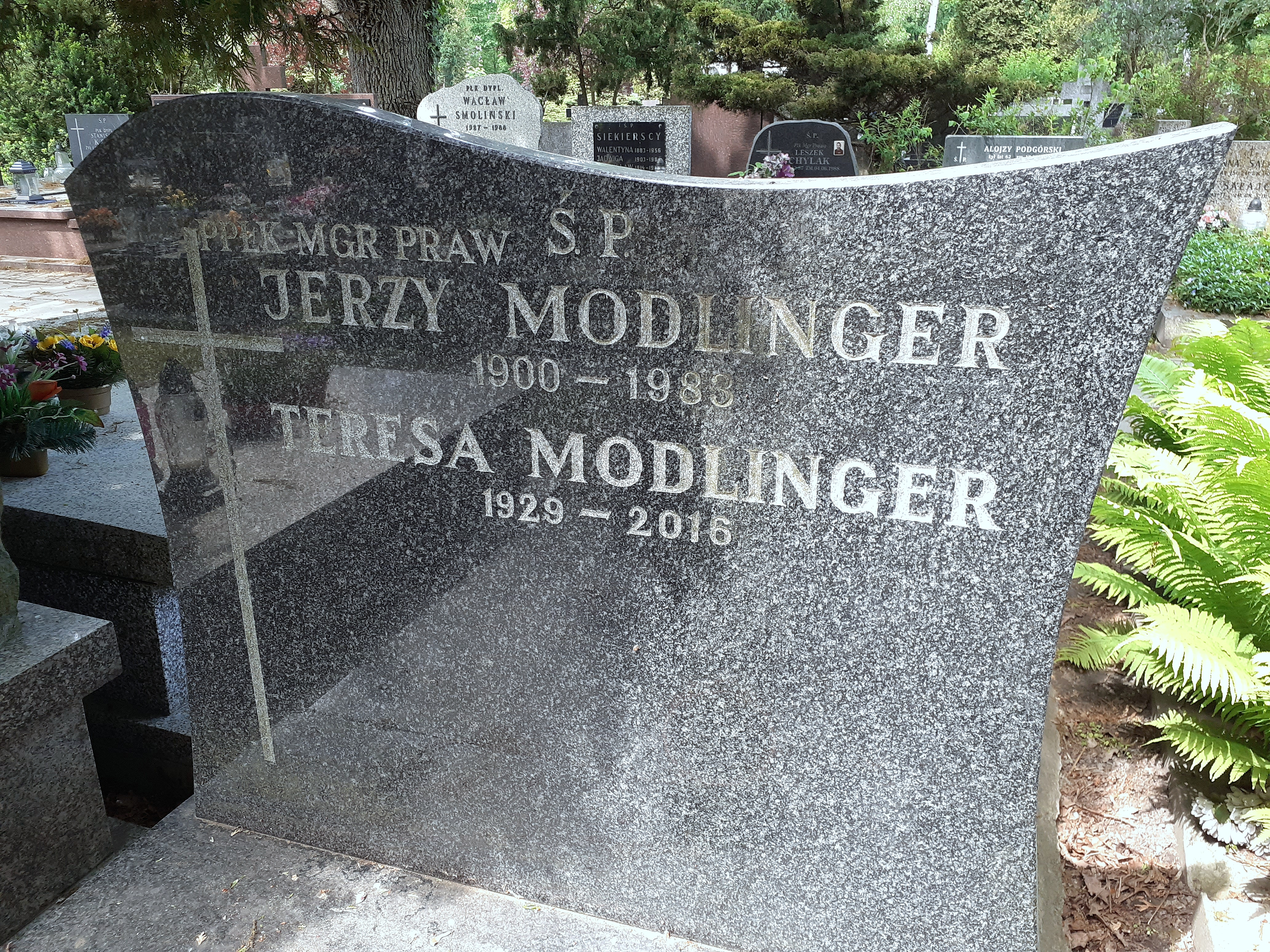
Grobowiec Jerzego i Teresy Modlingerów

## Życiorys
Urodził się w 1900 w rodzinie żydowskiej. Pochodził ze Lwowa. Ukończył studia prawnicze uzyskując tytuł magistra. Do 9 sierpnia 1933 był aplikantem w Sądzie Apelacyjnym w Lublinie. Jako podporucznik rezerwy piechoty Wojska Polskiego II RP w 1934 był przydzielony do 50 pułku piechoty i Powiatowej Komendy Uzupełnień Lwów Miasto.
Po wybuchu II wojny światowej 1939 i agresji ZSRR na Polskę z 17 września 1939 został aresztowany przez sowietów. Był przetrzymywany w jednym z obozów NKWD dla jeńców polskich, którzy wiosną 1940 zostali wymordowani w ramach zbrodni katyńskiej. Od tego czasu był przetrzymywany w obozie jenieckim NKWD w Griazowcu. Po podpisaniu układu Sikorski-Majski z 3 lipca 1941, wraz z innymi polskimi żołnierzami odzyskał wolność.
Został prokuratorem. Awansowany do stopnia podpułkownika w Ludowym Wojsku Polskim. Pracował w Naczelnej Prokuraturze Wojskowej. W latach 50. był komendantem Oficerskiej Szkoły Prawniczej.
Jego żoną została Teresa. Ich synem jest dziennikarz Jerzy Bernard Modlinger (ur. 1952).
Zmarł w 1983 i został pochowany w Kwaterze Ł Cmentarza Wojskowego na Powązkach. Obecnie spoczywa na tym samym cmentarzu w kwaterze H-13-14.

## Publikacje
- Kodeks karny wojska polskiego i przepisy wprowadzające kodeks karny wojska polskiego wraz ze skorowidzem rzeczowym i tabelami porównawczymi dawnej i nowej numeracji artykułów: według stanu prawnego na dzień 1 maja 1957 r. (1957)[9]
- Kodeks wojskowego postępowania karnego i przepisy wprowadzające ze skorowidzem rzeczowym oraz ważniejsze przepisy szczególne (1962)[10]